# Капінос Олександр Анатолійович
Олекса́ндр Анато́лійович Капіно́с (псевдо «Кремінь»; 10 березня 1984, с. Дунаїв, Кременецький район, Тернопільська область, Українська РСР, СРСР — 19 лютого 2014, Київ, Україна) — український фермер, громадський активіст, учасник Революції гідності, член партії ВО «Свобода». Загинув на Євромайдані під час зіткнень на вулиці Грушевського. Герой України (2014, посмертно).

## Життєпис
Олександр Капінос мешкав у с. Дунаїв Кременецького району Тернопільської області. Навчався у Львівському лісотехнічному інституті. У 2001 році закінчив із золотою медаллю Дунаївську ЗОШ І—III ступенів та поступив на навчання в Український державний лісотехнічний університет (сьогодні — Національний лісотехнічний університет України, Львів). У 2005 році отримав диплом бакалавра з відзнакою, а 2006-го — диплом спеціаліста з відзнакою за спеціальністю «Технологія деревообробки».
Очолював громадську організацію «Патріот Волині».
У 2008—2009 роках, під час проживання у Вінниці, був керівником громадської організації патріотичного спрямування «Сколоти».
На початку 2012 року відстояв права громади і не дозволив побудувати в рідному Дунаєві завод, який би зруйнував екологію Кременецьких гір. Займався фермерством та відродженням рідного села. З 4 липня брав участь у акції на захист української мови, що відбувалася у Києві біля Українського Дому. Був одним із тих, хто оголосив голодування на знак протесту проти прийняття мовного закону Ківалова-Колісніченка та протримався найдовше.

В одному з інтерв'ю газеті «Тиждень.ua» сказав: 
«Голодую із суботи. Виїжджаючи з дому сюди, сказав собі, що без перемоги не повернуся, і вірю, що ми переможемо. Я не згодний з політиками, які сказали, що ми перемогли. Перемога — це скасування законопроєкту і мораторій на спекуляцію мовними, історичними питаннями, які призводять до розколу нації. Вважаю, що таке рішення влади може бути вказівкою Кремля. Керівництво за певні свої інтереси віддає наші мовні інтереси. Крім того, наближаються вибори. Люди, які обирали Януковича і Партію регіонів, уже не збираються за них голосувати, я це знаю від них особисто. І окрім таких штучних проблем, як мовна, у них немає інших методів, щоб утриматися при владі.»

В інтерв'ю інтернет-виданню «Paralleli» зауважив:
«Я приїхав наступного дня після голосування цього закону. Їхав сам, автостопом. Раніше ніколи не голодував. Є побоювання тільки за своїх рідних. Я знав, чому сюди їду. Кудись йти чи їхати і вертатися без перемоги, мені вже таке просто набридло. Я фермер. Мав би зараз до жнив готуватися. А так отут зараз».
Щороку приїздив до Києва на Покрову та брав участь у маршах УПА.
Організатор багатьох вечорниць та культурно-мистецьких заходів для молоді, які відроджували традиції та культуру предків-українців. Ініціював створення пам'ятника Шевченку в рідному селі, був першим, хто виступив за зняття радянської символіки у рідному селі; створив спортивний клуб і власним коштом та силами облаштовував його.
У сусідньому селі Куликів Сашко співав у хорі й організував гурток зі співів. Грав на баяні, гітарі, бандурі, знав і збирав українські пісні, був закоханий в історію України. «Жоден житель цього села стільки не зробив, як він. Його вся молодь поважала, такого хлопчини більше немає у всьому районі», — зазначає директор клубу села Куликів Микола Каняєв.
Волонтер літніх таборів для дітей-сиріт зі всієї України, що проходили за ініціативою міжнародного благодійного фонду «Нове покоління».

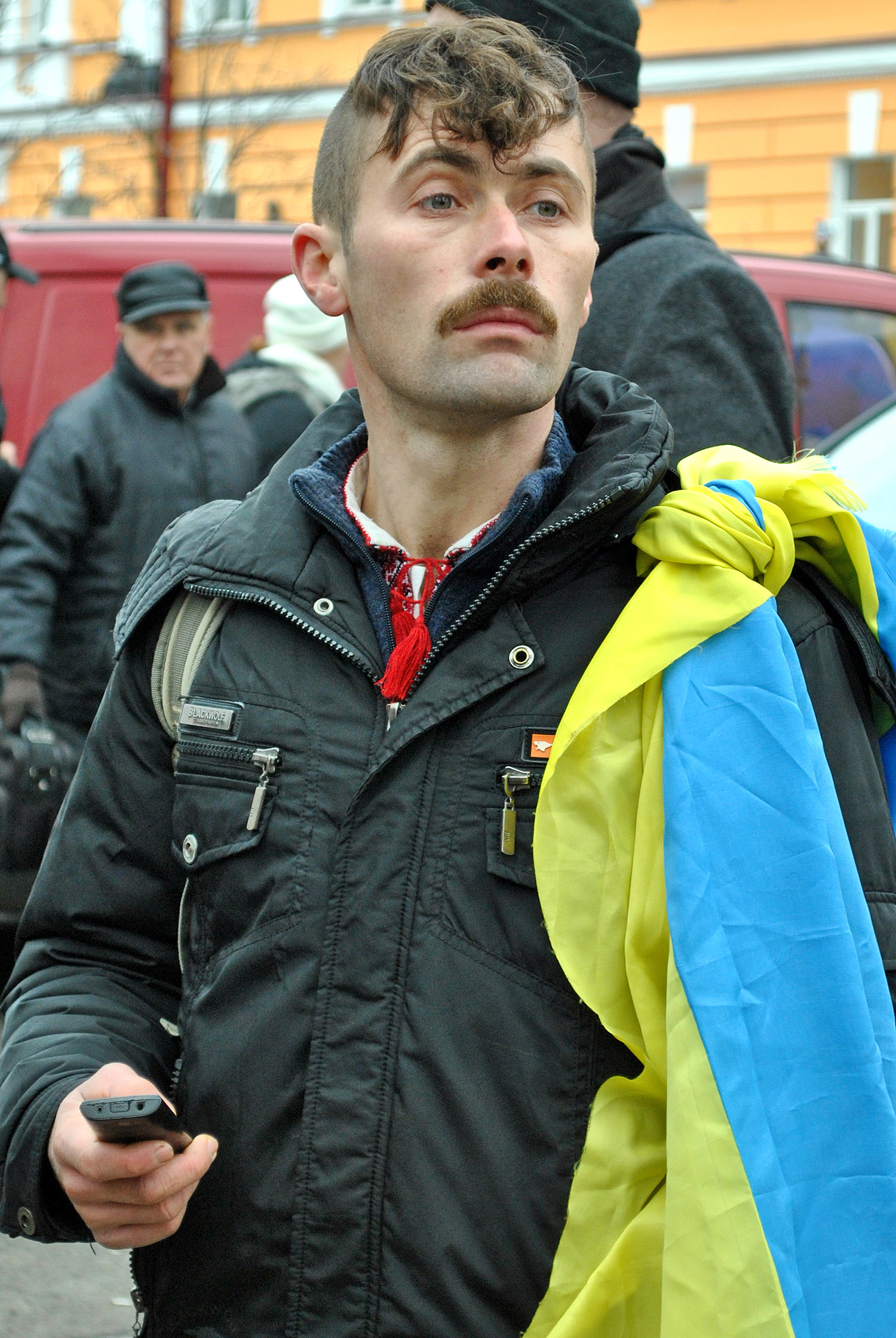
Біля пам'ятника Тарасові Шевченку в Києві під час маршу 1 грудня 2013 року

## На Майдані
Був активним на Євромайдані, служив у 35-ій штурмовій сотні «Волинська Січ». Батько зізнається, що не завжди підтримував сина, коли той їхав на Майдан. За незламний дух мав псевдонім «Кремінь». Був ройовим. «Йому довіряли, бо був відповідальним, беззаперечно виконував всі накази», — каже Сергій Мерчук, боєць Волинської Січі.
Сестра Олександра Капіноса пригадує, що він був на Майдані у Києві від листопада 2013 року. Додому приїжджав ненадовго по чисті речі й відпочити. Новий рік, Різдво зустрічав з побратимами на Майдані. 18 лютого 2014 року телефонував та казав, що якщо нічого не зміниться — повернеться в рідне село, але вже увечері між 21:00 та 22:00 годинами зазнав поранення голови внаслідок вибуху гранати під час атаки силовиків біля барикади поблизу Будинку профспілок. 18 лютого увечері 35-та сотня мала завдання обороняти двір Будинку профспілок. «Ми закидали міліцію коктейлями Молотова, вийшли з двору і всі кажуть, що треба йти відпочити. А Сашко перебиває: „Ні, нікуди не йдемо, тому що людей небагато, Беркут може прорвати кордон“. Ми погодилися. За годину він отримав смертельне поранення», — пригадує Сергій Мерчук. Пораненого Героя відвезли до лікарні, де йому зробили операцію. Перед операцією Олександр був при свідомості. Сказав, що в нього стріляли. Навіть тоді переконував: «Все буде добре, ми переможемо!» Боровся до останнього. Після надзвичайно важкої та тривалої операції прийшов до тями, але травма була надто складною. 19 лютого помер після 4-годинної операції в лікарні — зупинилось, не витримало серце.
«Коли я впаду, мою кров вип'є рідна земля, щоб виростити з неї траву для коня того, хто стане на моє місце», — такий напис вибрав Сашко для пам'ятника Борцям за Волю і незалежність України, який разом з братом побудували в сусідньому селі Куликів.
«Сашко загинув з вірою в те, що справи його будуть продовжені і Україна пишатиметься своїми синами», — переконана його дівчина Олена Котляр. 10 березня Олександру мало б виповнитися 30 років. Після перемоги Єврореволюції він збирався одружитися.

## Вшанування пам'яті

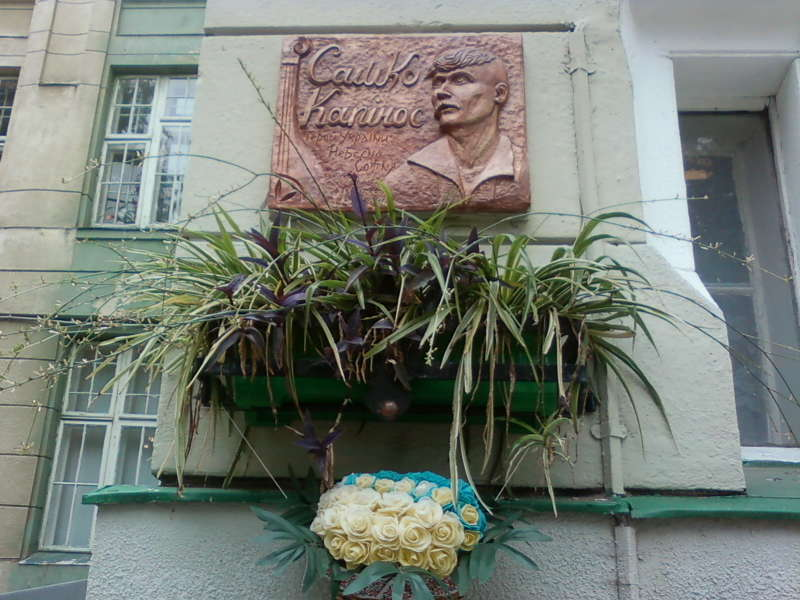
Меморіяльна дошка Сашкові Капіносу

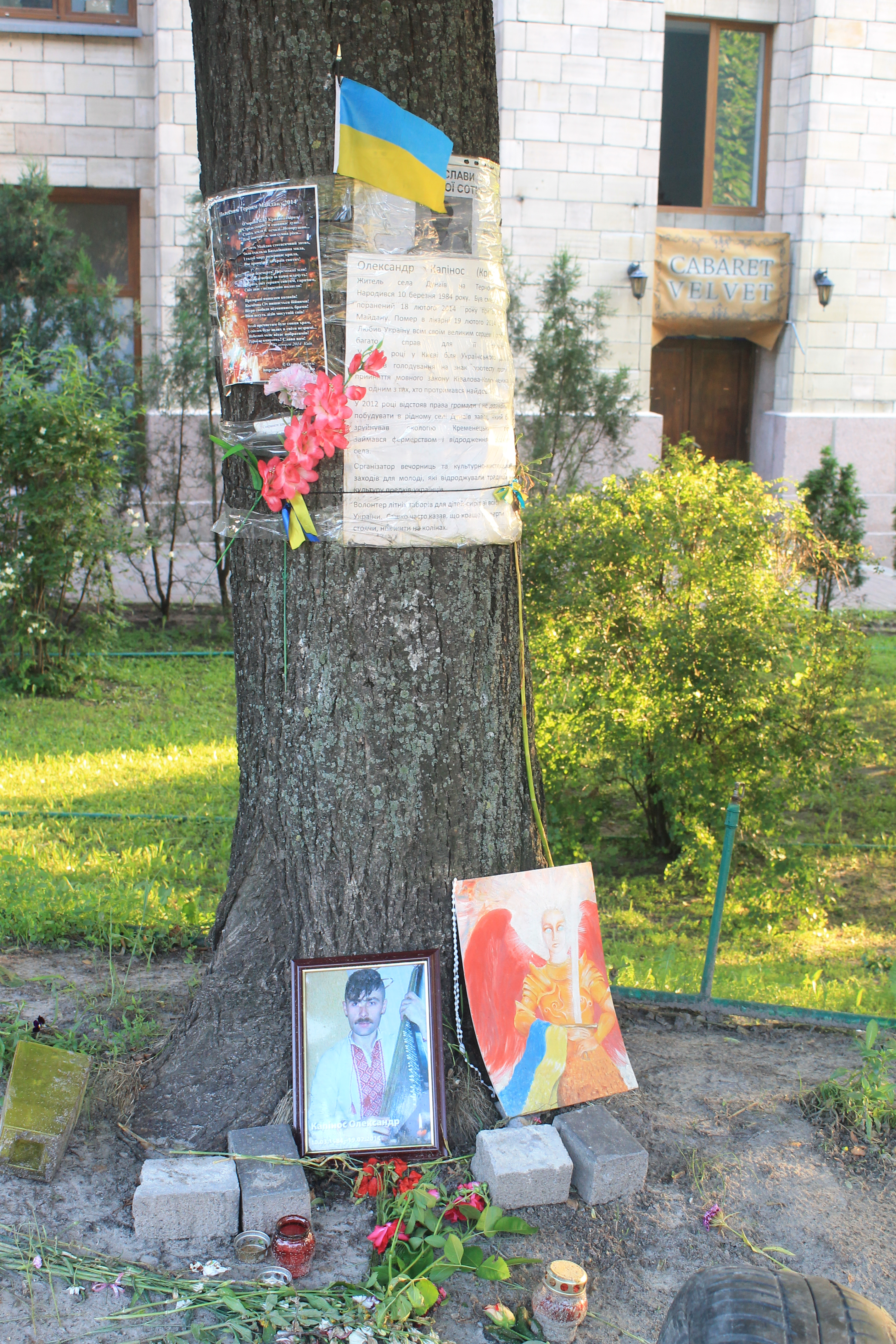
Пам'ятний знак Олександрові Капіносу на алеї Небесної сотні

- 20 лютого в Архікатедральному соборі Непорочного Зачаття Пресвятої Богородиці (УГКЦ) у Тернополі в день жалоби відслужили Святу Літургію за невинно убієнними в час мирних акцій у Києві Олександром Капіносом та Устимом Голоднюком[11].
- 10 березня 2014 року в Куликові Кременецького району відбулося урочисте відкриття меморіальної дошки жителю села Олександрові Капіносу, яку встановили на клубі[12].
- На День Незалежності 24 серпня 2014 року в Дунаєві відкрили пам'ятник Герою Небесної сотні. Участь в урочистому відкритті пам'ятника Олександру Капіносу взяв голова Тернопільської облдержадміністрації Олег Сиротюк і голова Кременецької райдержадміністрації Віталій Ткачук. На пам'ятнику Олександр Капінос зображений у повен зріст зі стягом у руках. Біля його ніг лежить бандура.[9][13]Він умів грати на цьому інструменті. Як оповіла рідна сестра — Наталія Каняєва,
- 2014 року на честь Олександра Капіноса названо вулицю в Дунаєві[14].
- Пам'ятна дошка на будівлі корпусу № 2 НЛТУ.

### Нагороди
- 21 листопада 2014 року присвоєно звання Герой України з удостоєнням ордена «Золота Зірка» (посмертно) — за громадянську мужність, патріотизм, героїчне відстоювання конституційних засад демократії, прав і свобод людини, самовіддане служіння Українському народу, виявлені під час Революції гідності[15].
- Медаль «За жертовність і любов до України» (УПЦ КП, червень 2015) (посмертно)[16]